# 스튜어트 리틀 3
《스튜어트 리틀 3》(영어: Stuart Little 3: Call of the Wild)는 미국의 컴퓨터 애니메이션 모험 코미디 영화이다. DVD 영화로 출시되었으며, 브라질에서는 2005년에, 미국에서는 2006년에 공개되었다. 아우두 페이든이 감독하고, 마이클 J. 폭스, 웨인 브레이디, 지나 데이비스, 휴 로리, 버지니아 매드슨 등이 목소리 연기를 맡았다. 2002년 영화 《스튜어트 리틀 2》 속편이다.

## 줄거리
리틀가는 레이크 갈런드로 야영 여행을 온다. 스튜어트와 형 조지는 레이크 스카우트에 들어간다. 조지는 뭐든 곧잘 해내는 반면 스튜어트는 작은 몸집 때문에 고전한다.
스튜어트는 숲속 친구들에게 미움받는 스컹크 리코를 만나 스카우트 활동에 도움을 받기 위해 함께 숲 세계를 익혀나가며 친구가 된다. 그러나 숲을 지배하는 퓨마 더 비스트에게 음식을 갖다 바쳐야 하는 리코는 페르시안 집고양이 스노벨을 유인해 포획한다.
스튜어트는 스노벨을 구출한 뒤 비스트를 잡기 위해 덫을 놓치만 비스트는 이를 눈치채고 스튜어트는 죽을 위기에 몰린다. 이때 숲속 동물들을 모아온 리코가 나타나고, 모두가 힘을 합쳐 비스트를 잡는다. 비스트는 동물원으로 옮겨진다.
그전까지 스튜어트를 얕잡아봤던 단장 비클은 스튜어트에게 금색 항건을 수여한다. 스튜어트를 배신했던 것을 후회한 리코는 스튜어트에게 사과하고, 리틀가는 다시 뉴욕으로 돌아간다.

## 목소리 출연
- 마이클 J. 폭스 - 스튜어트 리틀, 쥐 역
- 케빈 숀 - 스노벨, 페르시안 고양이 역
- 웨인 브레이디 - 리코, 스컹크 역
- 지나 데이비스 - 엘리너 리틀 부인 역
- 휴 로리 - 프레더릭 리틀 씨 역
- 코리 패드노스 - 조지 리틀 역
- 버지니아 매드슨 - 더 비스트, 퓨마 역
- 리노 로마노 - 몬티, 범무늬 고양이 역
- 피터 맥니콜 - 단장 비클 역
- 태라 스트롱 - 브룩 역
- 찰리 애들러 - 비버 역
- 캐스 수시 - 코튼테일, 래빗 역
- 톰 케니
- 게리 초크